# تل أغبر
تل أغبر أو تل الأغر كما تعرف محليّاً، قرية سوريّة تتبع إداريّاً لمحافظة حلب منطقة جرابلس ناحية غندورة، بلغ تعداد سكانها 442 نسمة حسب التعداد السكاني لعام 2004.